# Klaus Nordling
Klaus Nordling (* 1915, nach anderen Angaben 29. Mai 1910, in Finnland; † 19. November 1986 in Ridgefield, Connecticut) war ein Comiczeichner und -autor.

## Leben und Werk
Als Nordling ein Kind war, wanderten seine Eltern mit ihm in die Vereinigten Staaten aus. Er begann seine berufliche Laufbahn als Zeichner für das Satiremagazin Americana im Jahr 1939 und wurde im selben Jahr angestellter Zeichner in dem von Will Eisner und Samuel Iger gegründeten Studio Eisner & Iger, wo er unter anderem an Serien wie Shorty Shortcake und Lt. Drake mitwirkte, Spark Stevens von Bob Kane übernahm und seinen größten Erfolg mit der Detektivserie Pen Miller erzielte. Im Folgejahr schuf er für Mystic Comics The Thin Man. Im Jahr 1942 übernahm Nordling den satirischen Kriminalstrip Lady Luck von Nick Cardy und führte die Serie, für die er innerhalb von vier Jahren über 200 vierseitige Episoden zeichnete,  zu ihrer größten Bekanntheit. Nach dem Krieg und der Rückkehr von Eisner unterstützte Nordling ihn bei The Spirit, an dessen Sonntagsseiten er schon zuvor mitgewirkt hatte. Nach dem Auslaufen von The Spirit im Jahr 1952 arbeitete Nordling noch bis in die 1970er Jahre für Eisners American Visual Corporation, war aber, abgesehen vom Anfertigen einiger Educational-Comics und von einem kurzzeitigen Intermezzo bei der Zeitschrift MAD im Jahr 1959 nicht mehr in der Comic-Branche tätig.